# 무태조야동
무태조야동(無怠助也洞)은 대한민국 대구광역시 북구의 행정동이다. 행정복지센터는 서변동에 있으며, 연경동과 조야동에 민원분소가 있다.
행정동명인 무태는 현재 관할하는 동 일대의 옛 지명이며, 법정동 동변동, 서변동, 연경동, 조야동으로 구성되어 있다.
2003년 하계 유니버시아드를 앞두고 동변동과 서변동 일대에 선수촌 아파트를 지으면서 본격적으로 개발되었으며, 국우터널의 개통에 따라 칠곡지구와 연결된다. 이후 연경동과 동구 지묘동을 잇는 도로를 확장한 후 연경지구가 개발되어 동구 팔공산 일대로도 접근성이 강화됐으며, 금호강변로도 봉무동에서 지묘동으로 연장되어 금호강변로를 통해 연경동으로 진입이 가능해졌다.
이 일대의 전화 국번은 동구와 공용한다.
북구 노원동, 국우동, 동구 지묘동과 접한다. 그 중 연경동은 본래 동구 공산동 소관이었다가 1987년에 북구로 편입됐으며, 이 영향으로 연경동은 동구 신암동의 전화 국번을 이용하는 무태조야동 산하 타 법정동들과 달리 동구 동촌동의 전화 국번을 공용한다.

## 아파트
| 단지명                        | 건설사                      | 시행사                | 주소                   | 주소   | 입주        | 비고                              |
| ----------------------------- | --------------------------- | --------------------- | ---------------------- | ------ | ----------- | --------------------------------- |
| 연경 예미지 숲속의 아침       | 금성백조주택㈜              | ㈜대승글로벌          |                        | 연경동 | 2020년 2월  |                                   |
| 연경 대광로제비앙             | ㈜대광건영                  | ㈜디케이랜드          |                        | 연경동 | 2020년 8월  |                                   |
| 연경 동화아이위시             | ㈜동화건설                  | ㈜동화건설            | 북구 동화천로 190      | 연경동 | 2020년 4월  |                                   |
| 연경 우방아이유쉘 더 포레스트 | ㈜우방                      | ㈜대현하우징          |                        | 연경동 | 2020년 6월  |                                   |
| 동서변 동서리치모아           | ㈜동서개발                  | ㈜대한토지신탁        | 북구 서변로 88         | 서변동 | 2003년 12월 |                                   |
| 동서변 리벤빌                 | ㈜한라 ㈜대백종합건설       | ㈜한라 ㈜대백종합건설 | 북구 서변로 106        | 서변동 | 2005년 6월  |                                   |
| 동서변 영남네오빌블루         | 영남건설㈜                  | 정아개발㈜            | 북구 서변로 120        | 서변동 | 2003년 12월 |                                   |
| 동서변 월드메르디앙           | 월드건설㈜                  | 월드산업건설㈜        | 북구 서변로 26         | 서변동 | 2005년 12월 |                                   |
| 화성리버파크                  | 화성산업                    | 군인공제회            | 북구 서변로 72 (1단지) | 서변동 | 2003년 5월  |                                   |
| 화성리버파크                  | 화성산업                    | 군인공제회            | 북구 서변로 50 (2단지) | 서변동 | 2003년 5월  |                                   |
| 서변 청아람                   | 뉴월드건설산업㈜ 이일건설㈜ | 대구도시공사          | 북구 호국로57길 20     | 서변동 | 2003년 8월  | '서변 그린타운'에서 단지명칭 변경 |
| 유니버시아드 선수촌           | 현대건설 화성산업           | 대구도시공사          | 북구 동변로 50 (1단지) | 동변동 | 2003년 12월 |                                   |
| 유니버시아드 선수촌           | 현대건설 화성산업           | 대구도시공사          | 북구 동변로 24 (2단지) | 동변동 | 2003년 12월 |                                   |
| 동서변 그린빌                 | ㈜서한 ㈜흥산건설           | 대한주택공사          | 북구 동변로 55         | 동변동 | 2002년 10월 |                                   |

## 학교
- 동변초등학교
- 서변초등학교
  - 조야분교 - 북구 조야로8길 16 (조야동)
- 연경초등학교
- 성북초등학교
- 동변중학교
- 서변중학교